# Згода (роз'їзд)
Зго́да — роз'їзд 5-го класу Херсонської дирекції Одеської залізниці на неелектрифікованій лінії Долинська — Миколаїв між станціями Долинська (6 км) та Новоданилівка (11 км). Розташований біля однойменного села Кропивницького району Кіровоградської області.
Від станції відгалужується лінія до станції Тимкове, завдяки якій є можливість швидше доставляти вантажі з Кривого Рогу до Миколаєва та зворотно. Пасажирський рух цією дільницею відсутній.
Разом зі станціями Долинська та Тимкове входить до складу Долинського залізничного вузла.

## Історія
Роз'їзд відкритий 1904 року під первинною назвою Писанки. Точна дата перейменування роз'їзду на сучасну назву не встановлена. Відомо лише, що це відбулося між 1962 та 1981 роками.

## Пасажирське сполучення
На роз'їзді зупиняються лише приміські поїзди сполученням Миколаїв-Вантажний — Долинська / Тимкове.